# Pinneberg
Pinneberg é uma cidade do norte da Alemanha localizada perto de Hamburgo, no distrito de Pinneberg do estado de Schleswig-Holstein.

## Bairros
Quellental, Thesdorf, Eggerstedt, Pinnebergerdorf (Pinneberg-Nord), Waldenau-Datum

## Cidadãos notórios
- Heiner Bremer (*1941), apresentador de televisão alemão
- Michael Westphal (1965 - 1991), tenista profissional alemão
- Michael Stich (* 1968), ex-tenista profissional alemão
- Anna Heesch (* 1971), apresentador de televisão alemão
- Björn 'Beton' Warns a.k.a "Schiffmeister" (* 1973), cantores alemão ("Fettes Brot")